# José Luis Muñoz León
José Luis Muñoz León (Málaga, 20 de fevereiro de 1997) é um futebolista profissional espanhol que atua como defensor.

## Carreira
José Luis Muñoz começou a carreira no Málaga CF.